# Michel Mercier
Pour les articles homonymes, voir Michel Mercier (homonymie) et Mercier.
Michel Mercier, né le 7 mars 1947 à Bourg-de-Thizy (Rhône), est un homme politique français.
Engagé au centre-droit de l'échiquier politique, il exerce au niveau local les mandats de président du conseil général du Rhône, de maire de Thizy-les-Bourgs et de président de la communauté de communes de l'Ouest Rhodanien. Plusieurs fois sénateur à partir de 1995, il préside le groupe centriste au Sénat de 2002 à 2009.
Il exerce les fonctions de ministre de l'Espace rural et de l'Aménagement du territoire de 2009 à 2010 et de garde des Sceaux, ministre de la Justice et des Libertés de 2010 à 2012.
Il est condamné en 2023 pour l'emploi fictif de sa femme et de sa fille avec interdiction d'exercer toute fonction publique, et en 2024 dans l'affaire des assistants parlementaires au Parlement européen.

## Biographie

### Jeunesse
Fils d'ouvriers, il effectue ses études supérieures à la faculté de droit de Lyon (parcours droit public) puis à l'Institut d'études politiques de Lyon, dont il est diplômé.
À partir du début des années 1970, il enseigne comme maître-assistant les finances et le droit des collectivités locales à la faculté de droit de l'université Lyon III Jean Moulin ainsi qu'à l'unité d'enseignement de recherche en droit de Saint-Étienne.
Catholique pratiquant, il appartient à des mouvements religieux et a notamment travaillé avec le prêtre Bernard Devert.

### Débuts en politique
En 1977, il est élu maire de Thizy, dont il était conseiller municipal depuis 1971, sous l'étiquette du CDS, un parti de conviction démocrate-chrétienne. Il devient conseiller général du Rhône en 1978 et préside le conseil général de ce département de 1990 à 2013.

### Député
Il est député de 1993 à 1995, à la suite du décès d'Alain Mayoud, dont il était le suppléant.

### Sénateur
Élu sénateur du Rhône le 24 septembre 1995, Michel Mercier devient le candidat de la droite aux élections municipales de 2001 à Lyon, Raymond Barre refusant de se représenter. Arrivé derrière la liste de Charles Millon sur son secteur, le 5e arrondissement, il décide de se retirer au profit de Jean-Michel Dubernard qui nouera une alliance avec Charles Millon. Le socialiste Gérard Collomb est alors élu.
Il est réélu sénateur le 26 septembre 2004. Conseiller général élu dans le canton de Thizy, il préside le conseil général du Rhône pendant presque 23 ans entre février 1990 et janvier 2013. Trésorier de l'UDF, il reste fidèle à la stratégie de François Bayrou vis-à-vis de la politique gouvernementale de Dominique de Villepin.
Président du groupe Union centriste à partir de 2002, il demeure fidèle à François Bayrou en adhérant au Mouvement démocrate (MoDem). Il parvient à conserver l'unité du groupe centriste du Sénat, divisé entre membres du MoDem et du Nouveau Centre (NC).
Le 30 janvier 2008, Michel Mercier, favorable à une alliance avec la liste UMP conduite par Dominique Perben aux élections municipales de Lyon, marque son désaccord avec la stratégie de François Bayrou en démissionnant de la présidence du MoDem du Rhône. Il reste cependant trésorier du MoDem et membre du bureau exécutif du parti (sans participer aux réunions des instances) jusqu'à sa nomination au gouvernement Fillon.

### Ministre sous le quinquennat Sarkozy

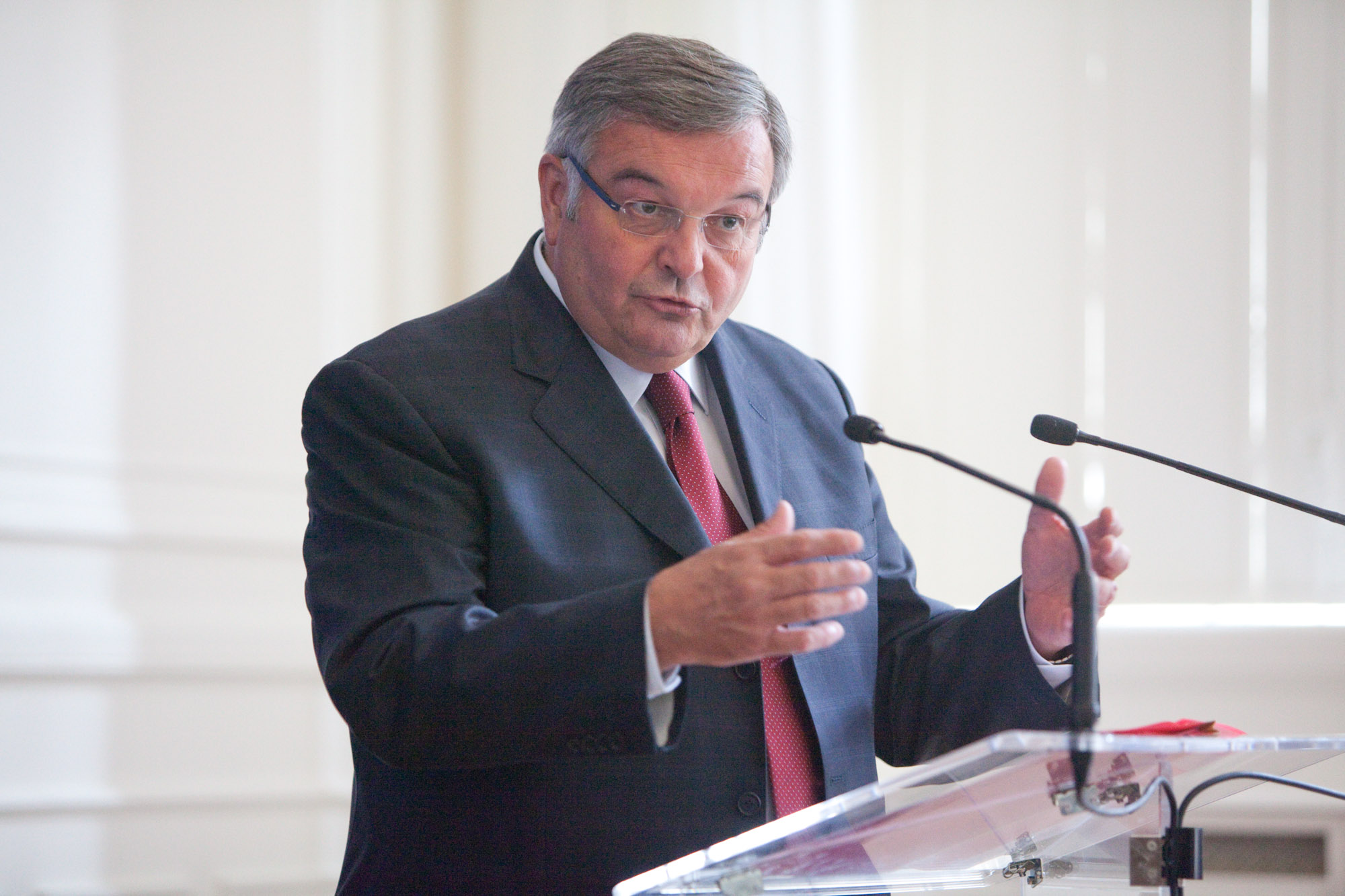
Michel Mercier en 2009.

Le 23 juin 2009, il entre au gouvernement François Fillon II en tant que ministre de l'Espace rural et de l'Aménagement du territoire. Il se met alors en congé du Mouvement démocrate, et est remplacé au poste de trésorier par Jean-Jacques Jégou sitôt sa nomination connue. Il assure au sein de son ministère, à partir du 4 juillet 2010, les fonctions de Christian Blanc, secrétaire d'État chargé du Développement de la Région capitale, démissionnaire.
Il est nommé garde des Sceaux, ministre de la Justice et des Libertés au sein du gouvernement Fillon III le 14 novembre 2010, en remplacement de Michèle Alliot-Marie.
À ce poste, il doit entre autres introduire des jurés populaires dans les tribunaux correctionnels et mener à bien la réforme de la garde à vue.

### Retour au Sénat
Redevenu sénateur après la victoire de François Hollande à la présidentielle, il est rapporteur de plusieurs textes et s'implique notamment sur les questions de l'état d'urgence et des libertés publiques.
Il annonce, le 5 janvier 2013, quitter la présidence du conseil général du Rhône pour ne pas être en situation de cumul de mandat alors qu’il devient en même temps maire de la commune nouvelle de Thizy-les-Bourgs. Réélu maire de Thizy-les-Bourgs en mars 2014, il devient dans la foulée président de la communauté de communes de l'Ouest Rhodanien et démissionne du Sénat le 21 avril 2014 pour se consacrer à ses mandats locaux. Cependant, il se représente aux élections sénatoriales  du 28 septembre suivant et est de nouveau élu sénateur.
Il ré-adhère au MoDem, faisant partie en 2016 de son nouveau bureau exécutif.
Le 18 mars 2017, il apporte son parrainage à Emmanuel Macron pour l'élection présidentielle. Il est l'un des artisans du rapprochement entre ce dernier et François Bayrou.
Le 30 septembre 2017, il renonce à son mandat de sénateur, afin de respecter la loi sur le cumul des mandats, préférant se consacrer à la mairie de  Thizy-les-Bourgs. Il est remplacé par Michèle Vullien.

### Nomination puis renoncement au Conseil constitutionnel
Après l'entrée de Nicole Belloubet au gouvernement, le président du Sénat, Gérard Larcher, propose, le 25 juillet 2017, de nommer Michel Mercier au Conseil constitutionnel. La commission des Lois du Sénat donne un avis favorable à ce choix le 2 août suivant, par 22 voix contre 7.
Or, le bien-fondé de cette nomination est remis en cause en raison de l'ouverture au même moment d'une information judiciaire à son encontre pour « détournement de fonds publics » (voir infra). Dans un communiqué, le 4 août, le Conseil constitutionnel rappelle que ses membres « ont pour obligation générale de s'abstenir de tout ce qui pourrait compromettre l'indépendance et la dignité de leurs fonctions », ce qui est perçu comme une pression invitant Michel Mercier à renoncer à sa nomination,.
Le 8 août 2017, Michel Mercier renonce à devenir membre du Conseil constitutionnel, estimant qu'il ne pourrait siéger « avec la sérénité nécessaire » du fait de l'enquête judiciaire le visant. Bien que sa nomination ait été publiée, il n'a pas effectué sa prestation de serment, et n'est donc jamais entré en fonction,.

## Affaires judiciaires

### Emplois fictifs de sa famille
Le 2 août 2017, Le Canard enchaîné révèle que Michel Mercier a embauché ses deux filles comme assistantes parlementaires, dont une à temps partiel de 2012 à 2014, pour un salaire de 2 000 euros par mois, alors qu'elle vivait à Londres,. Michel Mercier ne conteste pas ces informations, mais nie avoir commis tout acte illégal. Les médias soulignent plusieurs incohérences dans sa défense.
Le Parquet national financier (PNF) ouvre, le jour même de ces révélations, une enquête préliminaire pour « détournement de fonds publics », et obtient une ordonnance pour perquisitionner au palais du Luxembourg. Mais les policiers de l'Office central de lutte contre la corruption et les infractions financières et fiscales (OCCLIF) ne peuvent mener la perquisition au Sénat, Gérard Larcher ayant refusé de les laisser rentrer.
Les enquêteurs étudient également le cas de Joëlle, épouse de Michel Mercier, qui fut sa collaboratrice entre 1995 et 2009. Michel Mercier a également recruté son fils en 2007 au conseil général du Rhône qu'il présidait, mais celui-ci n'est pas mis en cause pour emploi fictif.
Du 31 octobre au 10 novembre 2022, Michel Mercier, son épouse Joëlle et sa fille Delphine comparaissent devant le tribunal correctionnel,,. Les sommes, non prescrites, détournées par Michel Mercier s'élèvent à 450 000 euros. Lors du procès, le PNF estime que Michel Mercier a bénéficié d’un sérieux « enrichissement personnel sur fonds publics », « avec un fort sentiment d’impunité », et demande une peine d’un an de prison ferme, à purger chez lui, et trois avec sursis.
Il est condamné le 26 janvier 2023 à 3 ans de prison avec sursis, ainsi qu'à 50 000 euros d'amende, cinq ans d'inéligibilité et trois ans d'interdiction d'exercer toute fonction publique,. Son épouse et sa fille Delphine sont également condamnées pour complicité et recel, à respectivement dix-huit et douze mois de prison avec sursis ainsi qu'à 40 000 et 10 000 euros d'amende. La condamnation est définitive, Michel Mercier, sa famille et le parquet national financier n’ayant pas interjeté appel du jugement rendu.

### Assistants parlementaires du MoDem
En novembre 2019, dans le cadre de sa fonction de trésorier du MoDem, qu’il a exercée jusqu’en 2009, il est mis en examen pour « complicité de détournement de fonds publics » dans l’affaire des assistants parlementaires du Mouvement démocrate au Parlement européen. La justice décide en 2023 son renvoi en tribunal correctionnel. 
En février 2024, il est condamné pour détournement de fonds publics à dix-huit mois de prison avec sursis, 20 000 euros d’amende et deux ans inéligibilité avec sursis ,.

## Détail des mandats et fonctions

### Mandats locaux
- Conseiller municipal de Thizy de 1971 à 1977
- Maire de Thizy de 1977 à 2001
- Conseiller général du Rhône (élu dans le canton de Thizy) de 1978 à 2015
- Président du conseil général du Rhône de 1990 à 2013
- Vice-président du conseil régional de Rhône-Alpes de 1992 à 1993
- Président de la communauté de communes du pays d'Amplepuis Thizy de 1994 à 2001
- Maire de Thizy-les-Bourgs (Rhône) de 2013 à 2017
- Vice-président du conseil général du Rhône du 21 janvier 2013 au 1er avril 2015
- Président de la communauté de communes, puis de la communauté d'agglomération de l'Ouest Rhodanien de 2014 à 2020

### Fonctions politiques
- Président du CDS du Rhône
- Trésorier de Force démocrate
- Président de l'UDF puis du MoDem du Rhône (jusqu'en 2008)
- Trésorier du Modem (jusqu'en 2009)[38]

### Mandats parlementaires
- Député, élu dans la 8e circonscription du Rhône du 24 mai 1993 au 24 septembre 1995 (quitte l'Assemblée nationale pour rejoindre le Sénat)
- Sénateur, élu dans le Rhône, du 2 octobre 1995 (élu le 24 septembre 1995 et réélu le 26 septembre 2004) au 23 juillet 2009 (entrée au gouvernement François Fillon II) puis du 17 juin 2012 (fin de ses fonctions gouvernementales) au 21 avril 2014 (démission) et du 1er octobre 2014 (élu le 28 septembre 2014) au 30 septembre 2017

### Fonctions gouvernementales
- Ministre de l'Espace rural et de l'Aménagement du territoire du 23 juin 2009 au 13 novembre 2010
- Garde des Sceaux, ministre de la Justice et des Libertés du 14 novembre 2010 au 10 mai 2012

## Décoration
- Chevalier de l'ordre équestre du Saint-Sépulcre de Jérusalem[réf. nécessaire]